# Abelardo Sánchez Moreno
Abelardo Sánchez Moreno (Albacete, 1935-Ibidem, 8 de abril de 2020) fue un abogado, profesor universitario y político español, alcalde de Albacete entre 1978 y 1979.

## Biografía
Nieto del exalcalde de Albacete Abelardo Sánchez, fue procurador en las Cortes y concejal del Ayuntamiento de Albacete entre 1971 y 1977. El 16 de julio de 1978 se convirtió en alcalde de Albacete hasta las primeras elecciones democráticas municipales, en abril de 1979, sucediendo en el cargo a Ramón Bello Bañón.
Abogado de profesión, fue profesor de Derecho Constitucional en la Universidad Nacional de Educación a Distancia (UNED) y ocupó diferentes cargos en la Junta de Comunidades de Castilla-La Mancha.